# Шимон Перес
Шимон Перес (на иврит: שמעון פרס), фамилно име по рождение Перски, е виден израелски държавник и политик, лидер на Израелската партия на труда.
През 2007 година, на 83-годишна възраст, е избран за президент на Израел за 7-годишен мандат до 2014 г. Той е 2 пъти министър-председател на Израел – през периодите 1984 – 1986 и 1995 – 1996 година. В началото на 2005 година става вицепремиер в коалиция с Ариел Шарон.
Заема също редица министерски постове: на външните работи (3 пъти: 1986 – 1988, 1992 – 1995, 2001 – 2002), на отбраната (2 пъти: 1974 – 1977, 1995 – 1996), на вътрешните работи (1984), на финансите (1988 – 1990), на развитието на Негев и Галилея (2005 – 2007), на регионалното развитие (1999 – 2001), на транспорта (1970 – 1974), на съобщенията (1970 – 1974), на информацията и диаспората (1974), на абсорбирането на имигрантите (1969 – 1970), на религията (1984).
През 1994 година получава Нобелова награда за мир, заедно с Ясер Арафат и Ицхак Рабин, за активния му принос в сключването на Договорите от Осло.

## Биография
Шимон Перес е роден във Вишнев, Полша (днес в Беларус) на 2 август 1923 година. Семейството му се премества в Тел Авив през 1934 г. Перес се включва в Хагана (1947), а от 1952 година е в ръководството на военното министерство, където отговаря за снабдяването с оръжие на създаващата се израелска армия. Сред неговите успехи от оноова време са закупуването на модерни френски изтребители Dassault Mirage III, както и на ядрен реактор.
Шимон Перес е избран (1959) за депутат в Кнесета от партията Мапаи и е заместник-министър на отбраната до 1965 г. Във връзка с аферата Лавон напуска (заедно с Моше Даян и Давид Бен Гурион) Мапаи и образуват новата партия Рафи. През 1968 година партията Рафи (без Бен Гурион) се слива с Мапаи и е образувана днешната Израелска партия на труда.
От 1969 година Перес заема разни постове в правителствата на Партията на труда, а след оттеглянето на Голда Меир през 1974 година е основен съперник на Ицхак Рабин за лидерството в партията и страната. През 1977 година Рабин подава оставка след скандал с нарушение на банковите регулации от неговата съпруга. Перес застава начело на Партията на труда, която за пръв път в историята на Израел губи изборите. Едва през 1984 година Партията на труда печели най-много места в Кнесета и Перес застава начело на коалиция с Ликуд и други по-малки партии. От 1986 година е външен министър, а от 1988 – министър на финансите. През 1990 година, след неуспешен опит да състави правителство на малцинството, Партията на труда напуска кабинета.
В началото на 1992 Перес губи първите вътрешни избори в историята на Партията на труда от Ицхак Рабин, чието място е заел петнадесет години преди това. Въпреки това, той не напуска политическия живот и е външен министър в правителството на Рабин, а след неговото убийство през 1995 за кратко е отново министър-председател.
На първите преки избори за министър-председател през 1996 Перес е победен от Бенямин Нетаняху от Ликуд и на следващата година е сменен от Ехуд Барак начело на Партията на труда. При управлението на Барак (1999 – 2001) Шимон Перес заема второстепенни постове, но след неговото поражение се завръща на сцената. Той включва Партията на труда в правителство на националното единство, водено от Ариел Шарон от Ликуд и става външен министър в него, въпреки че официално не е начело на партията. Партията на труда напуска правителството през 2003, но отново се включва в него в края на 2004, за да подкрепи плановете на Шарон за изтегляне от Ивицата Газа.
На 13 юни 2007 г., на 83-годишна възраст, е избран от Кнесета за президент на Израел.
На 28 септември 2016 г., на 93-годишна възраст, умира в Рамат Ган.

## Признание
През 1998 г. е удостоен с титлата доктор хонорис кауза на Лиежкия университет.